# Pic Tijeras
Le pic Tijeras, en anglais Tijeras Peak, est un sommet montagneux américain dans le comté de Saguache, au Colorado. Il culmine à 4 146 mètres d'altitude dans le chaînon Sangre de Cristo. Il est situé dans la Sangre de Cristo Wilderness à la frontière de la forêt nationale de Rio Grande et de la réserve nationale des Great Sand Dunes, dont il est le point culminant.